# Heterodrilus claviatriatus
Heterodrilus claviatriatus är en ringmaskart som beskrevs av Erséus 1981. Heterodrilus claviatriatus ingår i släktet Heterodrilus och familjen glattmaskar. Inga underarter finns listade i Catalogue of Life.